# Tunesië op de Olympische Zomerspelen 2016
Tunesië nam deel aan de Olympische Zomerspelen 2016 in Rio de Janeiro, Brazilië.
Tot de selectie behoorden 61 sporters, waaronder de enige twee medaillewinnaars van vier jaar eerder – atlete Habiba Ghribi en zwemmer Oussama Mellouli – die in zeventien sportdisciplines uitkwamen. Mellouli droeg tevens de Tunesische vlag tijdens de openingsceremonie. Taekwondoka Oussama Oueslati deed dat bij de sluitingsceremonie.
Net als in 2012 werden er drie medailles behaald, toen tweemaal goud en een bronzen; in 2016 won de Tunesische ploeg driemaal brons. Floretschermster Inès Boubakri won de eerste Afrikaanse schermmedaille in de olympische geschiedenis.

## Medailleoverzicht
| Sport     | Olympiër         | Onderdeel                  | Medaille |
| --------- | ---------------- | -------------------------- | -------- |
| Schermen  | Inès Boubakri    | floret (v)                 | Brons    |
| Taekwondo | Oussama Oueslati | middengewicht (–80 kg) (m) | Brons    |
| Worstelen | Marwa Amri       | weltergewicht (–58 kg) (v) | Brons    |

## Deelnemers
(m) = mannen, (v) = vrouwen, (g) = gemengd

### Atletiek
| Olympiër        | Onderdeel               | Resultaat | Prestatie                                  |
| --------------- | ----------------------- | --------- | ------------------------------------------ |
| Mohamed Sghaier | 400 m horden (m)        | series    | series: 50.09 (5e)                         |
| Amor Ben Yahia  | 3000 m steeplechase (m) | finale    | series: 8:23.12 (4e) finale: DSQ           |
| Wissem Hosni    | marathon (m)            | DNF       | DNF                                        |
| Atef Saad       | marathon (m)            | 62e       | 2:19:50 (62e)                              |
| Hassanine Sebei | 20 km snelwandelen (m)  | 36e       | 1:23:44 (36e)                              |
|                 |                         |           |                                            |
| Habiba Ghribi   | 3000 m steeplechase (v) | 12e       | series: 9:18.71 (4e) finale: 9:28.75 (12e) |
| Chahinez Nasri  | 20 km snelwandelen (v)  | 60e       | 1:42:57 (60e)                              |

### Boksen
| Olympiër        | Onderdeel  | Resultaat    | Prestatie                                                                                   |
| --------------- | ---------- | ------------ | ------------------------------------------------------------------------------------------- |
| Bilel Mhamdi    | –56 kg (m) | tweede ronde | eerste ronde won van Inkululeko Suntele (3–0) tweede ronde verloor van Alberto Melían (0–3) |
| Hassen Chaktami | –91 kg (m) | tweede ronde | tweede ronde verloor van Clemente Russo (0–3)                                               |

### Gewichtheffen
| Olympiër       | Onderdeel  | Resultaat | Prestatie                                                       |
| -------------- | ---------- | --------- | --------------------------------------------------------------- |
| Karem Ben Hnia | –69 kg (m) | DNF       | trekken: 147 kg (6e) stoten: 177 kg (DNF)                       |
|                |            |           |                                                                 |
| Yosra Dhieb    | +75 kg (v) | 11e       | trekken: 111 kg (13e) stoten: 138 kg (11e) totaal: 249 kg (11e) |

### Handbal
| Olympiër | Onderdeel | Resultaat  | Prestatie                                                                           |
| --- | --------- | ---------- | ----------------------------------------------------------------------------------- |
| Amine Bannour Mohamed Ali Bhar Oussama Boughanmi Marouan Chouiref Aymen Hammed Oussama Hosni Wael Jallouz Mohamed Jilani Maaref Marouen Maggaiz Makram Missaoui Sobhi Saïed Mosbah Sanaï Mohamed Soussi Issam Tej Aymen Toumi Khaled Haj Youssef | mannen    | groepsfase | groep A 23-25 Frankrijk 23-31 Denemarken 25-25 Qatar 21-23 Argentinië 26-41 Kroatië |

| Groep A |            |             |             |             |             |            |            |            |        |
| #       | Land       | Wedstrijden | Wedstrijden | Wedstrijden | Wedstrijden | Doelpunten | Doelpunten | Doelpunten | Punten |
| #       | Land       | G           | W           | G           | V           | V          | T          | Saldo      | Punten |
| 1       | Kroatië    | 5           | 4           | 0           | 1           | 147        | 134        | +13        | 8      |
| 2       | Frankrijk  | 5           | 4           | 0           | 1           | 152        | 126        | +26        | 8      |
| 3       | Denemarken | 5           | 3           | 0           | 2           | 136        | 127        | +9         | 6      |
| 4       | Qatar      | 5           | 2           | 1           | 2           | 122        | 127        | −5         | 5      |
| 5       | Argentinië | 5           | 1           | 0           | 4           | 110        | 126        | −16        | 2      |
| 6       | Tunesië    | 5           | 0           | 1           | 4           | 118        | 145        | −27        | 1      |

| Ronde       | Datum | Lokale tijd | MEZT           | Plaats     | Land  | Score     | Land |
| ----------- | ----- | ----------- | -------------- | ---------- | ----- | --------- | ---- |
| Groepsfase  |       |             |                |            |       |           |      |
| 7 augustus  | 19:50 | 00:50       | Rio de Janeiro | Frankrijk  | 25−23 | Tunesië   |      |
| 9 augustus  | 14:40 | 19:40       | Rio de Janeiro | Tunesië    | 23−31 | Frankrijk |      |
| 11 augustus | 09:30 | 14:30       | Rio de Janeiro | Tunesië    | 25−25 | Qatar     |      |
| 13 augustus | 21:50 | 01:50       | Rio de Janeiro | Argentinië | 23−21 | Tunesië   |      |
| 15 augustus | 19:50 | 00:50       | Rio de Janeiro | Kroatië    | 41−26 | Tunesië   |      |

### Judo
| Olympiër          | Onderdeel   | Resultaat    | Prestatie |
| ----------------- | ----------- | ------------ | --- |
| Faicel Jaballah   | +100 kg (m) | eerste ronde | eerste ronde verloor van Barna Bor: ippon                                                                                       |
|                   |             |              | |
| Hela Ayari        | –52 kg (v)  | tweede ronde | tweede ronde verloor van Érika Miranda: ippon                                                                                   |
| Houda Miled       | –70 kg (v)  | eerste ronde | eerste ronde verloor van Sally Conway: ippon                                                                                    |
| Nihal Chikhrouhou | +78 kg (v)  | kwartfinale  | tweede ronde won van Larisa Cerić: shido kwartfinale verloor van Émilie Andéol: shido herkansing verloor van Kayra Sayit: ippon |

### Kanovaren
| Olympiër           | Onderdeel  | Resultaat | Prestatie                                                                  |
| ------------------ | ---------- | --------- | -------------------------------------------------------------------------- |
| Mohamed Ali Mrabet | K-1 1000 m | 16e       | series: 3:35.084 (8e) halve finale: 3:43.145 (8e) B-finale: 3:45.122 (16e) |
| Khaled Bargaoui    | C-1 200 m  | series    | series: 42.499 (7e)                                                        |
|                    |            |           |                                                                            |
| Afef Ben Ismail    | K-1 500 m  | series    | series: 2:08.170 (7e)                                                      |

### Roeien
| Olympiër                            | Onderdeel              | Resultaat | Prestatie                                                                                            |
| ----------------------------------- | ---------------------- | --------- | --- |
| Mohamed Taieb                       | skiff (m)              | 27e       | series: 7:37.95 (4e) herkansing: 7:27.18 (4e) halve finale E/F: 8:02.05 (2e) E-finale: 7:53.36 (27e) |
|                                     |                        |           | |
| Nour El-Houda Ettaieb Khadija Krima | lichte dubbel-twee (v) | 20e       | series: 7:43.33 (5e) herkansing: 8:33.49 (6e) halve finale C/D: 8:29.45 (4e) D-finale: 7:56.26 (20e) |

### Schermen
| Olympiër              | Onderdeel  | Resultaat    | Prestatie |
| --------------------- | ---------- | ------------ | --- |
| Mohamed Ayoub Ferjani | floret (m) | tweede ronde | tweede ronde verloor van James-Andrew Davis (7–15) |
| Farès Ferjani         | sabel (m)  | eerste ronde | eerste ronde verloor van Aldo Montano (11–15) |
|                       |            |              | |
| Sarra Besbes          | degen (v)  | kwartfinale  | tweede ronde won van Rayssa Costa (15–8) derde ronde won van Erika Kirpu (15–11) kwartfinale verloor van Sun Yiwen (11–14) |
| Ines Boubakri         | floret (v) | Brons        | tweede ronde won van Noura Mohamed (15–4) derde ronde won van Shiho Nishioka (15–10) kwartfinale won van Eleanor Harvey (15–13) halve finale verloor van Elisa Di Francisca (9–12) bronzen finale won van Ajda Sjanajeva (15–11) |
| Azza Besbes           | sabel (v)  | kwartfinale  | tweede ronde won van Sabina Mikina (15–12) derde ronde won van Małgorzata Kozaczuk (15–12) kwartfinale verloor van Manon Brunet (14–15)                                                                                          |

### Schietsport
| Olympiër    | Onderdeel             | Resultaat | Prestatie                      |
| ----------- | --------------------- | --------- | ------------------------------ |
| Olfa Charni | 10 m luchtpistool (v) | 9e        | kwalificaties: 384 punten (9e) |
| Olfa Charni | 25 m pistool (v)      | DNF       | DNF                            |

### Taekwondo
| Olympiër            | Onderdeel  | Resultaat    | Prestatie |
| ------------------- | ---------- | ------------ | --- |
| Oussama Oueslati VS | –80 kg (m) | Brons        | eerste ronde won van Nikita Rafalovich (11–8) kwartfinale won van Liu Wei-ting (1–0) halve finale verloor van Cheick Sallah Cisse (6–7) bronzen finale won van Steven Lopez (14–5) |
| Yassine Trabelsi    | +80 kg (m) | eerste ronde | eerste ronde verloor van Rafael Castillo (4–13) |
|                     |            |              | |
| Rahma Ben Ali       | –57 kg (v) | eerste ronde | eerste ronde verloor van Mayu Hamada (5–9) |

### Tafeltennis
| Olympiër     | Onderdeel     | Resultaat | Prestatie                                |
| ------------ | ------------- | --------- | ---------------------------------------- |
| Safa Saidani | enkelspel (v) | voorronde | voorronde verloor van Dina Meshref (0–4) |

### Tennis
| Olympiër     | Onderdeel     | Resultaat    | Prestatie                                                   |
| ------------ | ------------- | ------------ | ----------------------------------------------------------- |
| Malek Jaziri | enkelspel (m) | eerste ronde | eerste ronde verloor van Jo-Wilfried Tsonga (6–4, 5–7, 3–6) |
|              |               |              |                                                             |
| Ons Jabeur   | enkelspel (v) | eerste ronde | eerste ronde verloor van Darja Kasatkina (6–3, 64–7, 1–6)   |

### Volleybal
| Olympiër                                  | Onderdeel | Resultaat  | Prestatie |
| ----------------------------------------- | --------- | ---------- | --- |
| Mohamed Arafet Naceur Choaib Belhaj Salah | beach (m) | groepsfase | groepsfase verloren van Dalhausser – Lucena (7–21, 13–21) verloren van Lupo – Nicolai (13–21, 17–21) verloren van Ontiveros – Virgen (10–21, 10–21) |

### Wielersport
| Olympiër    | Onderdeel        | Resultaat | Prestatie |
| ----------- | ---------------- | --------- | --------- |
| Ali Nouisri | wegwedstrijd (m) | DNF       | DNF       |

### Worstelen
| Olympiër         | Onderdeel               | Resultaat    | Prestatie |
| ---------------- | ----------------------- | ------------ | --- |
| Mohamed Saadaoui | vrije stijl –86 kg (m)  | voorronde    | voorronde verloor van Alireza Karimi (0–3)                                                                                             |
| Radhouane Chebbi | vrije stijl –125 kg (m) | voorronde    | voorronde verloor van Diaaeldin Kamal (0–4)                                                                                            |
|                  |                         |              | |
| Marwa Amri       | vrije stijl –58 kg (v)  | Brons        | eerste ronde verloor van Kaori Icho (1–3) herkansing won van Elif Jale Yeşilırmak (3–1) bronzen finale won van Yuliya Ratkevitch (3–1) |
| Hela Riabi       | vrije stijl –63 kg (v)  | eerste ronde | eerste ronde verloor van Anastasija Grigorjeva (0–4)                                                                                   |

### Zeilen
| Olympiër                  | Onderdeel        | Resultaat | Prestatie                |
| ------------------------- | ---------------- | --------- | ------------------------ |
| Youssef Akrout            | laser (m)        | 34e       | totaal: 257 punten (34e) |
|                           |                  |           |                          |
| Ines Gmati                | laser ladial (v) | 30e       | totaal: 235 punten (30e) |
|                           |                  |           |                          |
| Hedi Gharbi Rihab Hammami | Nacra 17 (g)     | 20e       | totaal: 211 punten (20e) |

### Zwemmen
| Olympiër            | Onderdeel             | Resultaat | Prestatie              |
| ------------------- | --------------------- | --------- | ---------------------- |
| Ahmed Mathlouthi    | 200 m vrije slag (m)  | 41e       | series: 1:50.39 (41e)  |
| Ahmed Mathlouthi    | 400 m vrije slag (m)  | 35e       | series: 3:52.00 (35e)  |
| Ahmed Mathlouthi    | 200m wisselslag (m)   | 27e       | series: 2:04.95 (27e)  |
| Oussama Mellouli VO | 1500 m vrije slag (m) | 21e       | series: 15:07.78 (21e) |
| Oussama Mellouli VO | 10 km open water (m)  | 12e       | 1:53:06.1 (12e)        |